# لقبلت وارزميمن (أربعاء رسموكة)
لقبلت وارزميمن هي إحدى مشيخات المملكة المغربية، تتبع جغرافيا لإقليم تيزنيت وإداريًا لأربعاء رسموكة. يقدر عدد سكانها بـ 1044 نسمة حسب الإحصاء الرسمي للسكان والسكنى لسنة 2004.